# Какі но тане
Какі но тане або Какі-пі – поширена закуска в Японії. Два елементи какі-пі або kaki-no-tane (яп. 柿の種)  – це невеликі шматочки сенбея (рисових чіпсів зі смаком сої) у формі півмісяця та арахіс. Їх часто вживають з пивом, а іноді і як закуску в барі. Какі-пі має кілька різних смаків, таких як васабі, перець та інші. Назва походить від того, що шматочки сенбея схожі на насіння (яп. 種, tane) хурми (яп. 柿, kaki)  . «Пі» – це скорочення від piinattsu (яп. ピーナッツ)  або «арахіс».  У 2017 році страва була офіційно сертифікована JAXA як «Космічна японська їжа». 
- Арахіс по-японськи

1. ↑  Kaki No Tane - Everyone's Favorite Snack From Niigata!. MATCHA (англ.). 22 січня 2015. Архів оригіналу за 18 березня 2020. Процитовано 18 березня 2020.
2. ↑  Le Blanc, Steven; M, Masami (10 серпня 2017). Japanese Kaki No Tane snacks declared "space food" by JAXA. SoraNews24 (англ.). Процитовано 18 березня 2020.